# スパイダーヘッド
『スパイダーヘッド』（原題：Spiderhead）は、2022年のアメリカ合衆国のSF映画。原作はジョージ・ソーンダーズによる短編小説『Escape from Spiderhead』。監督はジョセフ・コシンスキー、脚本はレット・リーズとポール・ワーニック。クリス・ヘムズワース、マイルズ・テラー、ジャーニー・スモレットらが出演。2022年6月17日にNetflixで配信。

## あらすじ
近未来の刑務所で、感情を操作する薬の被験者となった囚人たち。やがてその治験の目的に対して疑問を持ち始める。

## キャスト
スティーヴ・アブネスティ
演 - クリス・ヘムズワース 、日本語吹替 - 三宅健太
ジェフ
演 - マイルズ・テラー 、日本語吹替 - 細谷佳正
レイチェル
演 - ジャーニー・スモレット=ベル 、日本語吹替 - 鷄冠井美智子
ヘザー
演 - テス・ハーブリック 、日本語吹替 - 日笠陽子
エマ
演 - ベベ・ベッテンコート、日本語吹替 - ブリドカットセーラ恵美
ヴェルレーヌ
演 - マーク・パギオ
アダム
演 - サム・デリッチ 、日本語吹替 - 林勇
ミゲル
演 - ジョーイ・ヴィエイラ 、日本語吹替 - 武蔵真之介
ライアン
演 - ダニエル・リーダー
デイブ
演 - ロン・スミック 、日本語吹替 - 高岡瓶々
レイ
演 - スティーブン・トンガン 、日本語吹替 - 勝杏里
ローガン
演 - ネイサン・ジョーンズ 、日本語吹替 - 廣田行生

## 製作
2019年2月、ジョセフ・コシンスキーがレット・リースとポール・ワーニックによって書かれた脚本の映画を監督することが発表された。その後、2020年9月に、クリス・ヘムズワース、マイルズ・テラー、ジャーニー・スモレットが映画に出演することが発表された。
撮影は、2020年11月初旬にオーストラリアのクイーンズランド州ゴールドコーストで開始された 。

## 評価
レビュー・アグリゲーターのRotten Tomatoesでは140件のレビューで支持率は40%、平均点は5.30/10となった。Metacriticでは33件のレビューを基に加重平均値が54/100となった。